# محمود أبو العيون (مصرفي)
الدكتور محمود أبو العيون (1952  -)، اقتصادي مصري. تولى رئاسة البنك المركزي المصري بالفترة من عام 2001  حتى إقالته من منصبه في ديسمبر من عام 2003.

## عن حياته
حصل على شهادة البكالوريوس بالاقتصاد بعام 1973 من جامعة أسيوط، وبعام 1974 عين معيدًا بجامعة الزقازيق وذلك حتى حصوله على الماجستير بعام 1980 ، ثم سافر إلى الولايات المتحدة في بعثة لدراسة الدكتوراة والتي حصل عليها بعام 1986 من جامعة كنساس، وبعام 1990 حصل على درجة أستاذ مساعد، وبعام 1996 حصل على درجة الأستاذية في الاقتصاد من جامعة الزقازيق.
وبعد حصوله على الدكتوراه عين مستشارًا لوزير الاقتصاد وذلك بالفترة من عام 1986 إلى عام 1992 ، كما كان مستشارًا لوزير السياحة والطيران المدني بالفترة من عام 1987 حتى عام 1992. وكان قد عين بعام 1988 عضوًا بمجلس إدارة «بنك قناة السويس»، وأيضًا عضوًا في «شركة التعمير السياحي». وبعام 1990 عين كوكيل لمحافظ البنك المركزي، وكأول مدير تنفيذي للمعهد المصرفي المصري، واستمر بمنصبه حتى عام 1992. وفي عام 1992 عين مستشارًا اقتصاديًا للصندوق الكويتي للتنمية الاقتصادية العربية، واستمر بمنصبه حتى عام 1999 ، حيث عين بهذا العام نائبًا لمحافظ البنك المركزي. وفي عام 2001 عين محافظًا للبنك، وخلال توليه مسؤولية المحافظ حصل خلاف بينه وبين رئيس الوزراء عاطف عبيد الذي كان يرفض فكرة استقلاليه البنك المركزي وكان يتدخل بعمله، كما إن رئيس الوزراء قد قام بتحرير سعر الصرف بدون الرجوع إليه، وأدى ذلك كله إلى إقالته من منصبه في ديسمبر من عام 2003.
وبعد إقالته غادر مصر إلى الكويت، حيث عمل مستشارًا للدولة لإعداد الدراسة الاقتصادية لميناء بوبيان الاستراتيجي (ميناء مبارك الكبير بعد ذلك)، كما عين في ديسمبر من عام 2004 كبيرًا لمستشاري الصندوق الكويتي للتنمية الاقتصادية العربية. وفي عام 2006 عين مستشارًا لوزير المالية الكويتي، واستمر بمنصبه حتى عام 2010 عندما أختير رئيسًا تنفيذيًا لبنك الكويت الدولي، إلى أن استقال من منصبه بعام 2011.